# Subramaniula
Subramaniula Arx – rodzaj grzybów z typu workowców (Ascomycota). Grzyby mikroskopijne.

## Morfologia
Należą tu gatunki tworzące tylko morfę bezpłciową (anamorfę) lub tworzące tylko morfę płciową (teleomorfę). Teleomorfa tworzy powierzchniowe lub częściowo zanurzone w podłożu askokarpy z ostiolami o kształcie urny, prawie kuliste lub jajowate. Ściana askokarpów brązowa, zwykle o wielokątnej teksturze. Włosków brak lub są i bardzo zróżnicowane. Jeśli występują włoski, to podobne są do strzępek, wystające lub faliste, czasami zwinięte w górnej części, lub wierzchołkowo nieregularnie zakrzywione i rozgałęzione wielokrotnie, u niektórych gatunków teorzące sieć. Worki w pęczkach, maczugowate, wrzecionowate lub odwrotnie jajowate, na szypułce, zawierające osiem askospor, zanikające. Askospory w stanie dojrzałym oliwkowobrązowe lub ciemnobrązowe, gładkie, wrzecionowate lub elipsoidalno-wrzecionowate, czasami nierównoboczne lub nieregularne, nieobustronnie zagęszczone, z wierzchołkową, podwierzchołkową lub boczną porą rostkową. Brak anamorfy.
U gatunków tworzących anamorfy strzępki somatyczne są szkliste, czasami z wiekiem pigmentowane lub tworzące struktury przypominające chlamydospory lub mikrosklerocja. Chlamydospory tworzą łańcuchy, są pigmentowane, grubościenne. Struktury podobne do mikrosklerocjów składają się z brązowych lub ciemnobrązowych, grubościennych, prawie kulistych lub nieregularnych komórek. Konidiofory typu fialida, terminalne lub interkalarne, szkliste, cylindryczne, zgrubiałe lub zredukowane do komórek konidiotwórczych. Konidia o gładkich ścianach, szkliste, jednokomórkowe, jajowate lub elipsoidalne w śluzowatych główkach lub w łańcuszkach bazypetalnych. Brak teleomorfy.

## Systematyka i nazewnictwo
Pozycja w klasyfikacji według Index Fungorum: Chaetomiaceae, Sordariales, Sordariomycetidae, Sordariomycetes, Pezizomycotina, Ascomycota, Fungi.
Rodzaj Subramaniula utworzył w 1985 r. Josef Adolph von Arx. Do rodzaju tego włączono niektóre gatunki, które wcześniej zaliczane były do rodzaju Chaetomium. W 2024 r. według Index Fungorum do rodzaju Subramaniula należy 11 gatunków oraz dwa niepewne. W Polsce występuje  Subramaniula cuniculorum (Fuckel) X.Wei Wang & Samson 2016 (podany pod nazwą Chaetomium cuniculorum).